# 陈冀平
陈冀平（1946年4月—），男，江苏通州人，中华人民共和国政治人物。

## 生平
毕业于天津大学化学工程系电化学专业，后进入中央政法委员会工作。2005年，担任中央政法委员会副秘书长、中央社会治安综合治理委员会副主任兼办公室主任。